# Ferdinand Scheinost
Ferdinand Scheinost (7. prosince 1889 Sušice – 14. července 1941 Praha) byl sportovní funkcionář a novinář, působil v AC Sparta Praha a v Československém svazu fotbalovém.
Narodil se v Sušici jako vnuk Vojtěcha Scheinosta, zakladatele firmy na výrobu zápalek. Jako novinář pracoval od roku 1923 v Českém slově, od roku 1927 ve sportovní redakci Poledního listu. Mnoho let byl aktivní ve Spartě a poté v orgánech ČSF, také jako mezinárodní sekretář. Ve Spartě byl obratný v jednání a získávání nových hráčů, přivedl sem mimo jiné v roce 1913 Káďu (Karla Peška) z ČAFC Vinohrady a byl také spojený se vznikem slavné „železné Sparty“. Jako znalec detailů tehdejšího fotbalového prostředí vydal v roce 1940 knihu „Slavné postavy naší kopané“ a v roce 1941 zemřel. Z knihy čerpal Josef Matoušek, který v letech 1944, 1945 a 1946 napsal tři vydání knihy „O našich footbalistech“.

## Dílo
- 1940: SCHEINOST, F.: Slavné postavy naší kopané, Tempo, Praha, 1940, 307 s
- 1944: MATOUŠEK, J.: Slavné postavy naší kopané, 1. vyd., (podle knihy F. Scheinosta „Slavné postavy naší kopané“ vybral a upravil Josef Matoušek)
- 1945: MATOUŠEK, J.: Slavné postavy naší kopané, 2. vyd., (podle knihy F. Scheinosta „Slavné postavy naší kopané“ vybral a upravil Josef Matoušek)
- 1946: MATOUŠEK, J.: Slavné postavy naší kopané, 3. vyd., (podle knihy F. Scheinosta „Slavné postavy naší kopané“ vybral a upravil Josef Matoušek)